# سامسونگ پرو۸۱۵
سامسونگ پرو۸۱۵ (به انگلیسی: Samsung Pro815) یک دوربین عکاسی ساخت شرکت سامسونگ است.